# Gud signe vårt dyre fedreland

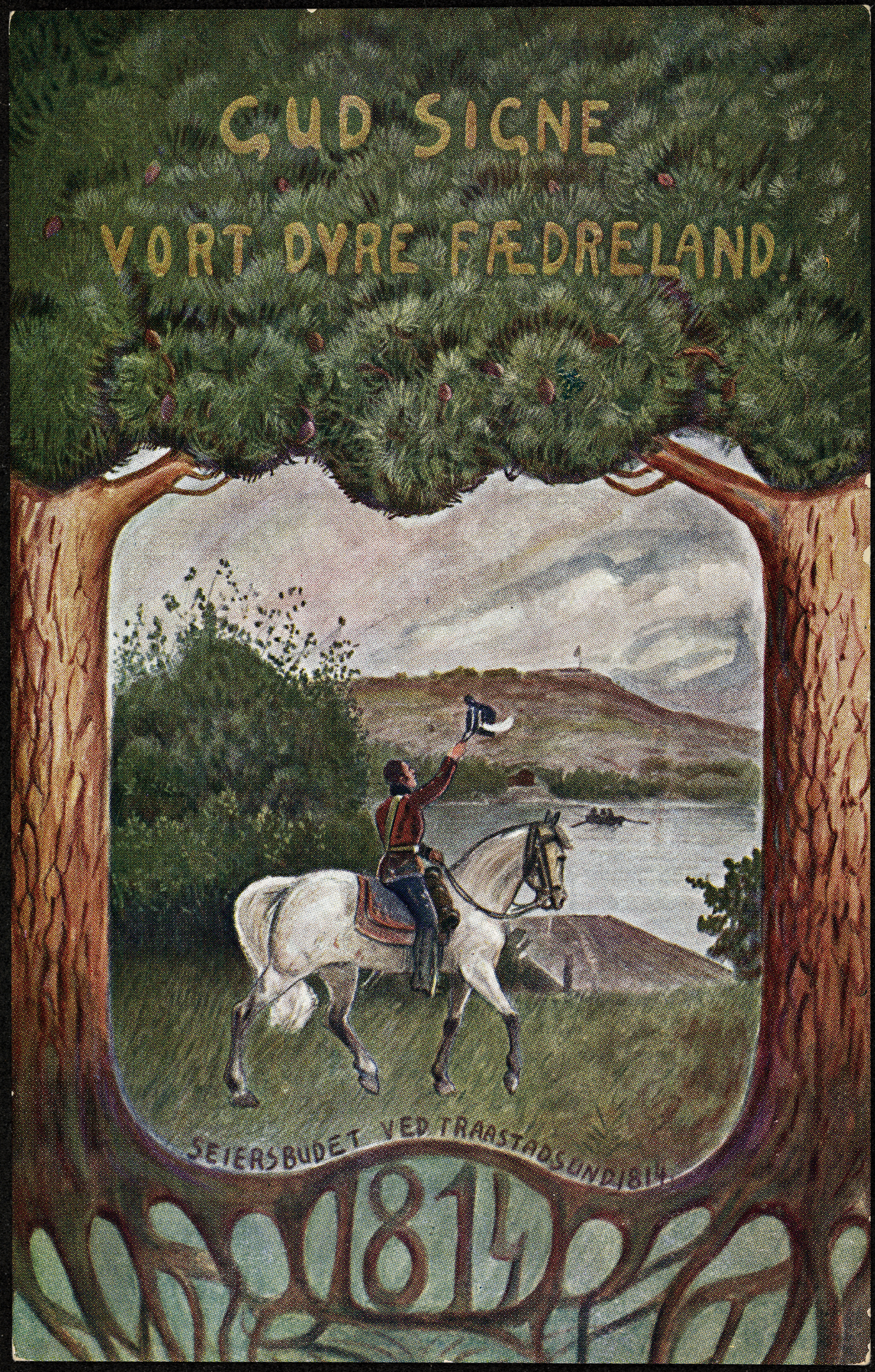
Patriotiskt vykort utgivet till hundraårsfirandet av Norges grundlagsdag med psalmens inledningstext.

Gud signe vårt dyre fedreland, efter inledningsraderna men egentligt namn är Fedralandet, är en norsk psalm och fosterlandssång vars text skrivits av teologen och psalmdiktaren Elias Blix år 1891. Melodin är skriven av Christoph Ernst Friedrich Weyse, och användes ursprungligen i den danska psalmen Den signede dag med fryd vi ser från 1826.
Psalmen raknas som en kyrklig motsvarighet till en norsk nationalsång och är självklar i kyrkan vid norskt nationaldagsfirande, Norges grundlagsdag, den sjuttonde maj.
Elias Blix skrev ett utkast til psalmen i Lillehammer under vintern 1890, och han skrev klart den på Norsk Luthersk Misjonssambands skola Fjellhaug utdanningssenter på sommaren 1891, och den trycktes i tidningen Nordmannen. Den består av sju verser och vanligen sjungs den första och de två sista verserna. I Norsk salmebok 2013 (N13) står den som nummer 757.